# Capitolijnse Antinoüs
De Capitolijnse Antinoüs is een marmeren beeld uit de Romeinse tijd van een naakte jongeman. Het heeft een hoogte van 180 cm en bevindt zich in de collectie van de Capitolijnse Musea in Rome. Naar alle waarschijnlijkheid stelt het Hermes voor en niet Antinoüs zoals vroeger werd aangenomen.

## Herkomst
De Capitolijnse Antinoüs werd gevonden in de Villa Hadriana in Tivoli toen graaf Giuseppe Fede daar de eerste systematische opgravingen uitvoerde. Kardinaal Alessandro Albani, een van de belangrijkste verzamelaars van antieke kunst van zijn tijd, kocht het beeld voor 1733. In dat jaar kreeg paus Clemens XII de Capitolijnse Antinoüs in handen, waarna het beeld een van de eerste stukken in de collectie van de Capitolijnse Musea werd. 
In de achttiende eeuw, toen het beeld werd gezien als een voorstelling van Hadrianus' geliefde Antinoüs, vervaardigde Pietro Bracci de linkerarm met zijn ongebruikelijke handgebaar en het linkerbeen die verloren waren gegaan. In deze periode gold het beeld als een van de mooiste Romeinse kopieën van een Grieks beeld ter wereld en ontstonden er veel nieuwe exemplaren, bijvoorbeeld in het Palazzo Pitti, het Louvre en de Peterhof. Na de ondertekening van het verdrag van Tolentino tussen Frankrijk en de Pauselijke Staat in 1797 verdween de Capitolijnse Antinoüs als oorlogsbuit naar Parijs waar hij tot de val van Napoleon in 1815 zou blijven.

## Voorstelling
Hoewel de naar beneden gerichte blik en de vlezige lichaamsbouw inderdaad kunnen wijzen op een standbeeld van Antinoüs, wijkt de haardracht af van de bekende iconografische modellen, die vaak strikt werden gevolgd. Het beeld wordt daarom nu vaak beschouwd als een kopie uit de keizertijd van een Grieks beeld van Hermes uit de vroege vierde eeuw voor Christus.

## Afbeeldingen

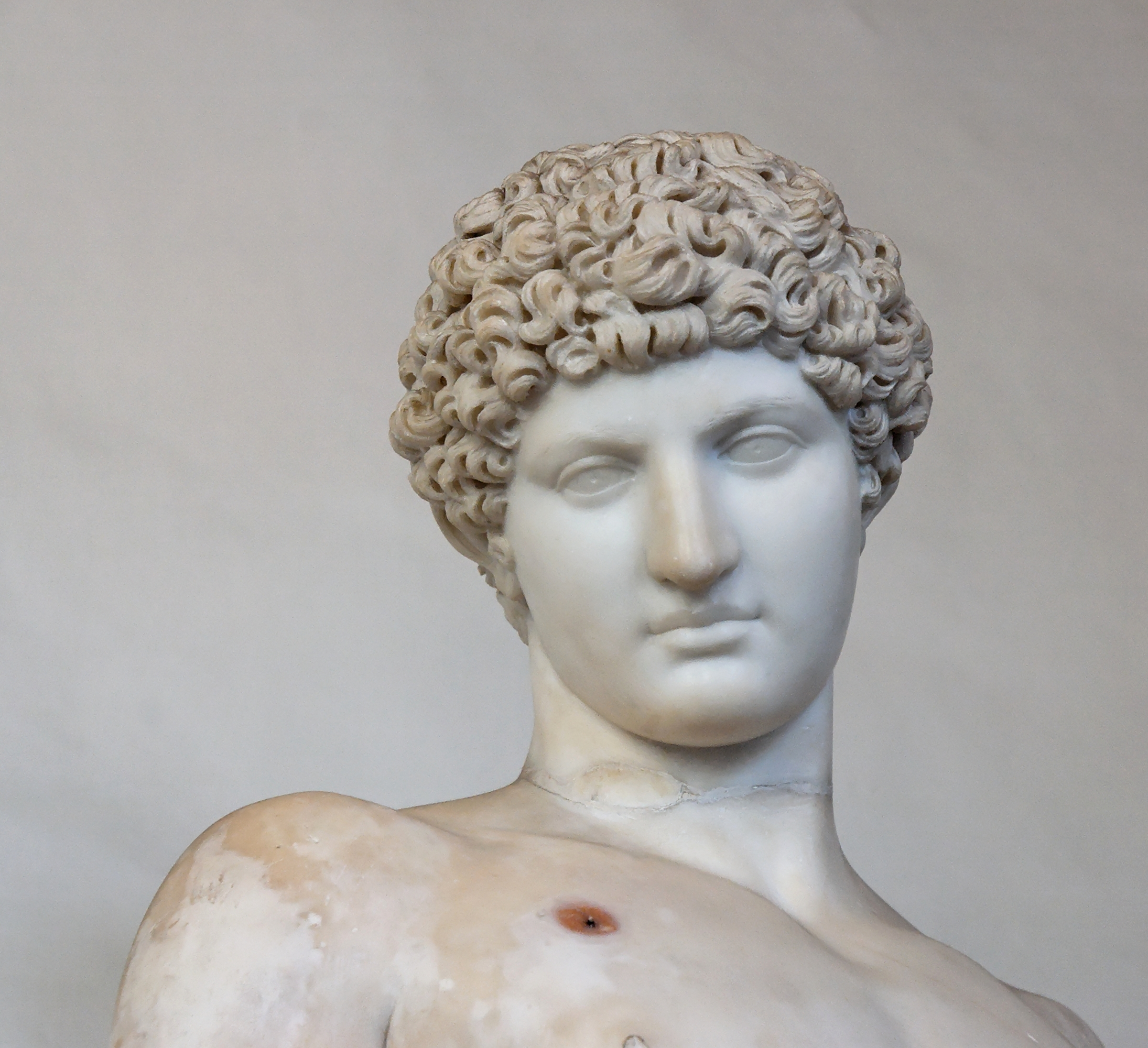
detail
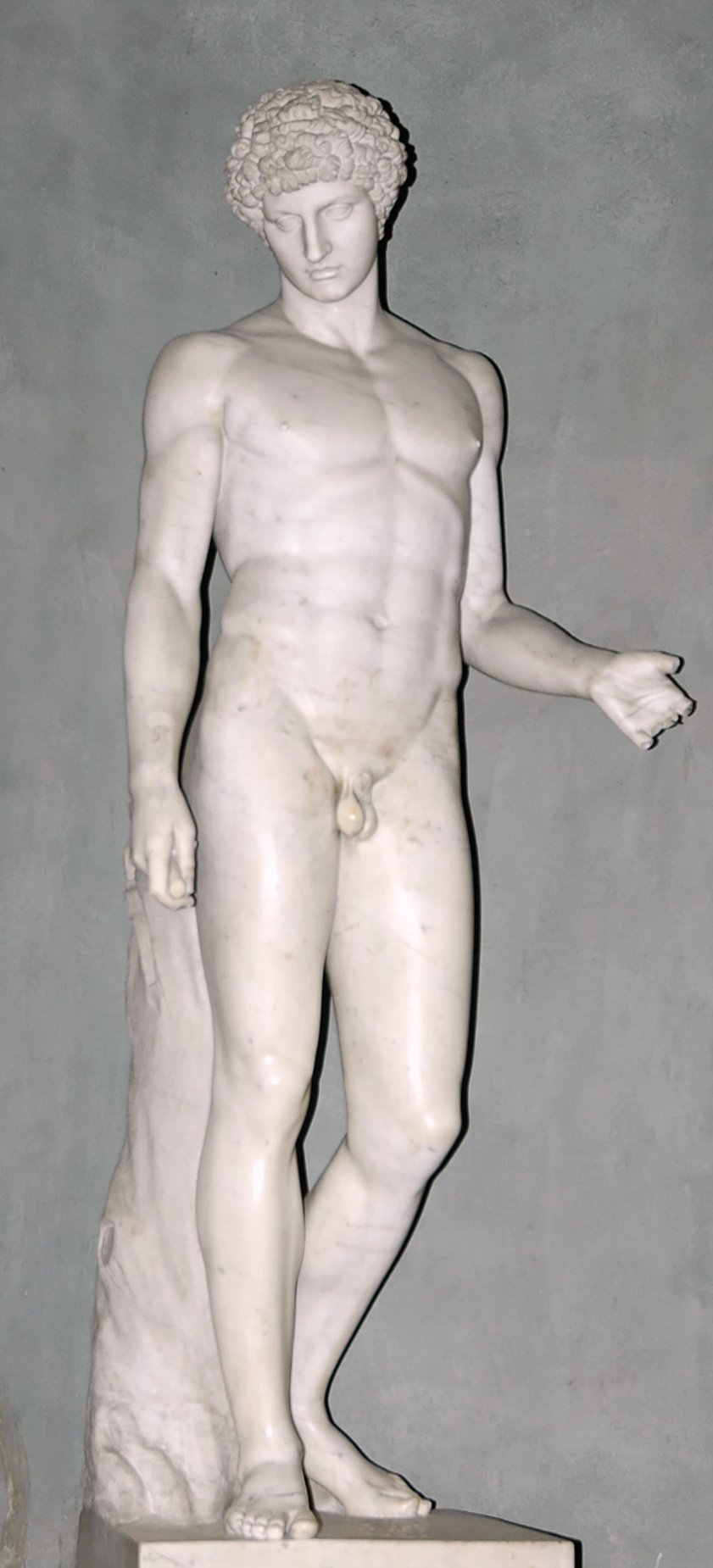
18e-eeuwse kopie in het Palazzo Pitti
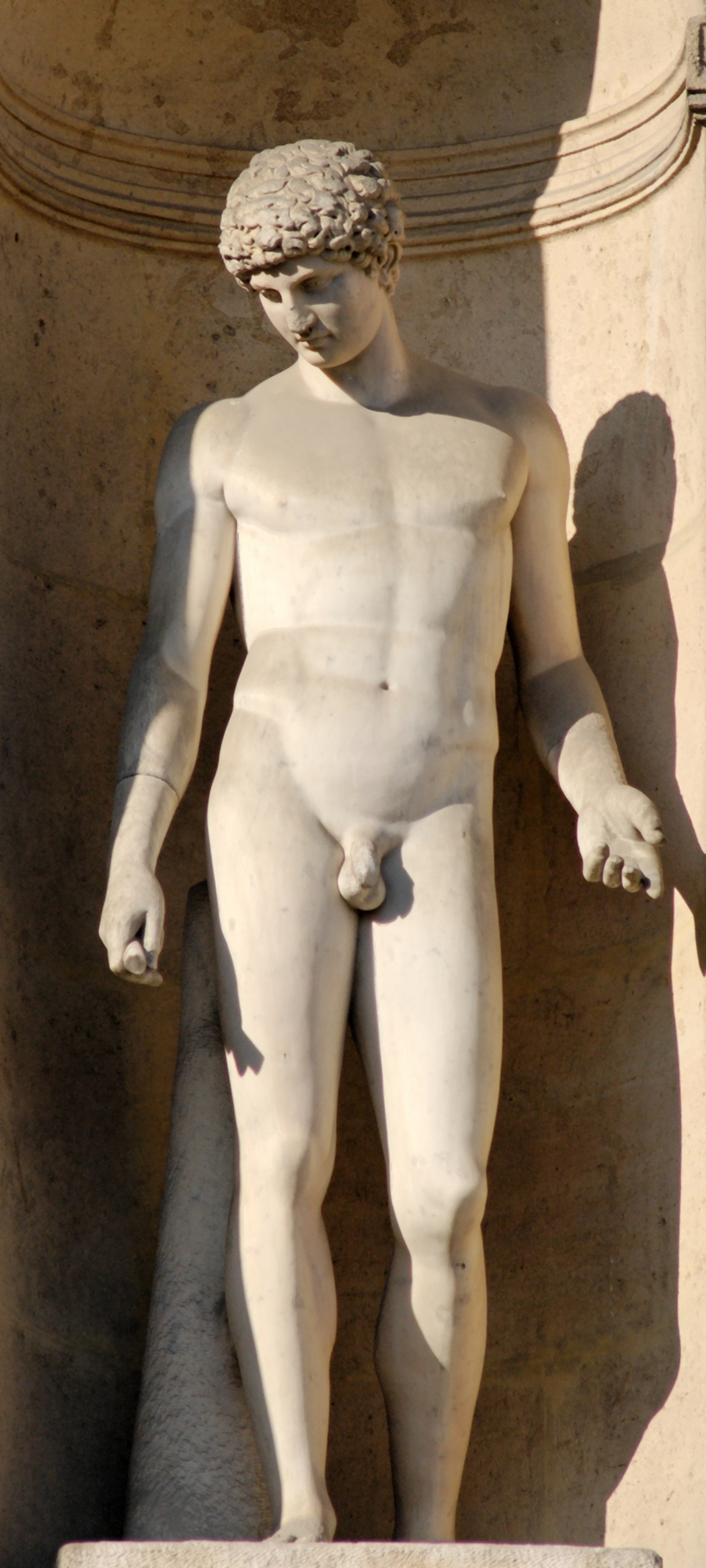
19e-eeuwse kopie in de Cour Carrée van het Louvre